# Баничевский сельский совет (Глуховский район)
Баничевский сельский совет (укр. Баницька сільська рада) — упразднённая административная единица в составе
Глуховского района
Сумской области
Украины.
Административный центр сельского совета находился в 
с. Баничи.

## Населённые пункты совета
- с. Баничи
- с. Будища
- с. Мацково
- с. Петропавловская Слобода